# Consuta
Consuta était une forme de construction de coques étanches pour bateaux et aéronefs marins, comprenant quatre placages de planches d'acajou entrelacées de calicot imperméabilisé et cousues ensemble avec du fil de cuivre. Le nom vient du latin pour "cousu ensemble".
La technique a été brevetée par S.E. Saunders de Goring-on-Thames (US619998A) et a été utilisée pour la première fois sur le Steam Umpire Launch de 1898 du même nom. Après avoir été restaurée, la vedette à vapeur Consuta a été remise en service sur la Tamise le 15 octobre 2001,.
Après l'ouverture du chantier naval S. E. Saunders à East Cowes sur l'île de Wight, la technique a ensuite été utilisée pour construire l'équipage et les nacelles à moteur du HMA1 Mayfly, le premier dirigeable britannique. Plus tard, la même technique a été utilisée pour construire la coque du Sopwith Bat Boat (en), le premier hydravion à coque qui a remporté le prix Mortimer Singer (en) .
La technique est restée en usage jusqu'à ce que des colles étanches soient disponibles dans les années 1950.
Le White & Thompson Bognor Bloater a utilisé cette technique.
C'est un précurseur de système comme Duramold, utilisés pendant la Seconde Guerre mondiale.